# Campeonato Paulista 2008
El Campeonato Paulista de Fútbol 2008 fue la 107ª edición del principal campeonato de clubes de fútbol del estado de São Paulo (Brasil). El torneo fue organizado por la Federación Paulista de Fútbol (FPF) y se extendió desde el 16 de enero de 2020 hasta el 4 de mayo del mismo año, quedando como campeón Palmeiras después de ganarle en la final a Ponte Preta. De esta manera, el equipo paulista llegó a su vigesimosegundo título en el Campeonato Paulista.

## Sistema de juego
El campeonato tendrá el mismo reglamento que el 2007. Es decir, primero, jugarán una rueda de todos contra todos, donde cada equipo jugará contra cada uno de los demás en una oportunidad. Los cuatro mejores pasarán a semifinales, que jugarán en llaves entre el primero y el cuarto y entre el segundo y el tercero. También, los cuatro mejores equipos de interior (los equipos que no son de la capital ni del distrito de Santos, o sea, ni Corinthians, Juventus, Palmeiras, Portuguesa, Santos y Sao Paulo) jugarán un campeonato igual que la fase final (semifinal de llaves) para definir al Campeón del Interior.
Los cuatro equipos peor ubicados descenderán al Campeonato Paulista - A2.

### Criterios de desempate
En caso de empate en la primera fase, se sigue el siguiente orden:
1. Número de partidos ganados.
2. Diferencia de gol.
3. Número de goles marcados.
4. Resultado del duelo directo entre los clubes.
5. Sorteo.

En caso de empate en la fase final, se sigue el siguiente orden:
1. Número de partidos ganados.
2. Diferencia de gol.
3. Número de goles marcados.
4. Resultado en la primera fase o anteriores (aplica para la final del campeonato).

## Primera fase
| Pos. | Equipos             | PJ | PG | PE | PP | GF | GC | Dif. | Pts. |
| ---- | ------------------- | -- | -- | -- | -- | -- | -- | ---- | ---- |
| 1.   | Guaratinguetá       | 19 | 13 | 1  | 5  | 27 | 14 | 13   | 40   |
| 2.   | Palmeiras           | 19 | 12 | 4  | 3  | 36 | 16 | 20   | 40   |
| 3.   | São Paulo           | 19 | 11 | 5  | 3  | 31 | 22 | 9    | 38   |
| 4.   | Ponte Preta         | 19 | 10 | 5  | 4  | 36 | 23 | 13   | 35   |
| 5.   | Corinthians         | 19 | 9  | 6  | 4  | 24 | 15 | 9    | 33   |
| 6.   | Grêmio Barueri      | 19 | 10 | 2  | 7  | 34 | 24 | 10   | 32   |
| 7.   | Santos              | 19 | 9  | 4  | 6  | 28 | 23 | 5    | 31   |
| 8.   | Mirassol            | 19 | 9  | 2  | 8  | 29 | 28 | 1    | 29   |
| 9.   | Noroeste            | 19 | 8  | 5  | 6  | 29 | 23 | 6    | 29   |
| 10.  | Portuguesa          | 19 | 7  | 7  | 5  | 21 | 17 | 4    | 28   |
| 11.  | Ituano              | 19 | 8  | 2  | 9  | 24 | 32 | -8   | 26   |
| 12.  | Paulista            | 19 | 7  | 4  | 8  | 24 | 24 | 0    | 25   |
| 13.  | Bragantino          | 19 | 7  | 4  | 8  | 26 | 27 | -1   | 25   |
| 14.  | Marília             | 19 | 7  | 1  | 11 | 21 | 20 | 1    | 22   |
| 15.  | São Caetano         | 19 | 5  | 5  | 9  | 16 | 30 | -14  | 20   |
| 16.  | Guaraní de Campinas | 19 | 5  | 4  | 10 | 20 | 31 | -11  | 19   |
| 17.  | Juventus            | 19 | 4  | 5  | 10 | 21 | 36 | -15  | 19   |
| 18.  | Río Preto           | 19 | 4  | 3  | 12 | 16 | 28 | -12  | 15   |
| 19.  | Sertãozinho         | 19 | 4  | 3  | 12 | 16 | 30 | -14  | 15   |
| 20.  | Río Claro           | 19 | 3  | 4  | 12 | 16 | 32 | -16  | 13   |

|  |                                          |
|  | Clasificados a la fase final.            |
|  | Clasificados al Campeonato del Interior. |
|  | Eliminados.                              |
|  | Descendidos a la Serie A2.               |

## Fase final
|  | Semifinales       | Semifinales       | Semifinales       |   |           | Final                   | Final                   | Final                   |  |
|  | 12 al 20 de abril | 12 al 20 de abril | 12 al 20 de abril |   |           | 27 de abril y 4 de mayo | 27 de abril y 4 de mayo | 27 de abril y 4 de mayo |  |
|  |                   |                   |                   |   |           |                         |                         |                         |  |
|  |                   |                   |                   |   |           |                         |                         |                         |  |
|  | Palmeiras         | 1                 | 2                 |   |           |                         |                         |                         |  |
|  | Palmeiras         | 1                 | 2                 |   |           |                         |                         |                         |  |
|  | São Paulo         | 2                 | 0                 |   |           |                         |                         |                         |  |
|  | São Paulo         | 2                 | 0                 |   | Palmeiras | 1                       | 5                       |                         |  |
|  |                   |                   |                   |   | Palmeiras | 1                       | 5                       |                         |  |
|  |                   |                   | Ponte Preta       | 0 | 0         |                         |                         |                         |  |
|  | Guaratinguetá     | 0                 | Ponte Preta       | 0 | 0         | 1                       |                         |                         |  |
|  | Guaratinguetá     | 0                 |                   |   |           | 1                       |                         |                         |  |
|  | Ponte Preta       | 1                 | 2                 |   |           |                         |                         |                         |  |
|  | Ponte Preta       | 1                 | 2                 |   |           |                         |                         |                         |  |
|  |                   |                   |                   |   |           |                         |                         |                         |  |

### Semifinales
Partidos de ida: 12 de abril/13 de abril

Partidos de vuelta: 19 de abril/20 de abril
| Equipo 1      | Total | Equipo 2    | Ida | Vuelta |
| ------------- | ----- | ----------- | --- | ------ |
| Guaratinguetá | 1-3   | Ponte Preta | 0-1 | 1-2    |
| Palmeiras     | 3-2   | São Paulo   | 1-2 | 2-0    |

### Final
Partido de ida:27 de abril

Partido de vuelta:4 de mayo
| Equipo 1    | Total | Equipo 2  | Ida | Vuelta |
| ----------- | ----- | --------- | --- | ------ |
| Ponte Preta | 0-6   | Palmeiras | 0-1 | 0-5    |

| Bandera del estado de São Paulo |
| Campeón                         |
| Palmeiras 22.do título          |

## Campeón de Interior

### Semifinales
Partidos de ida: 12 de abril/13 de abril

Partido de vuelta:19 de abril/20 de abril
| Time 1         | Total | Time 2   | ida | volta |
| -------------- | ----- | -------- | --- | ----- |
| Gremio Barueri | 5-5   | Ituano   | 2-2 | 3-3   |
| Mirassol       | 1-2   | Noroeste | 0-1 | 1-1   |

### Final
Partido de ida:27 de abril

Partido de vuelta:4 de mayo
| Equipo 1       | Total | Equipo 2 | Ida | Vuelta |
| -------------- | ----- | -------- | --- | ------ |
| Gremio Barueri | 6-1   | Noroeste | 2-1 | 4-0    |